# Johann Faber
Johann Faber OP (ur. ok. 1478 w Leutkirch w Szwabii, zm. 21 maja 1541 w Wiedniu) – dominikanin, teolog.
Studiował teologię i prawo kanoniczne w Tybindze i Fryburgu uzyskując doktorat z teologii we Fryburgu. Od 1524 był nadwornym kapelanem i spowiednikiem  cesarza Ferdynanda I, w 1530 został biskupem Wiednia, przeciwnik reformacji. 

## Autor
- Malleus haereticorum, 1524[1].